# Кичма (Марий Эл)
Кичма (горномар. Кыцме) — нежилая деревня в Килемарском районе Республики Марий Эл. Входит в состав городского поселения Килемары.

## География
Находится в западной части республики Марий Эл на расстоянии приблизительно 14 км по прямой на север от районного центра посёлка Килемары.

## История
Образована в середине XIX века. В 1939 году в деревне проживали 245 человек, в 1942 году в 57 дворах проживал 221 человек, в 1950 году 220 человек, в 1962 году в 42 хозяйствах проживали 122 человека, в 1974 году насчитывалось 28 дворов. В советское время работали колхоз «Смычка» и совхоз «Броневик», на базе которого был создан СПК «Васени», прекративший деятельность в 2004 году.

## Население
Постоянное население составляло 2 человек (русские 50 %, армяне 50 %) в 2002 году, 0 в 2010.